# Барбу, Александр Иванович
Александр Иванович Барбу (рум. Alexandru Barbu; род.) — молдавский государственный деятель и политик. Министр промышленности и энергетики ССР Молдова с 9 июля 1991 по 27 августа 1991. Министр промышленности и энергетики Республики Молдова с 27 августа 1991 по 1 июля 1992.

## Биография
- 16 августа 1990 — 9 июля 1991 — первый заместитель министра промышленности и энергетики ССР Молдова[1].
- 9 июля 1991 — 27 августа 1991 — министр промышленности и энергетики ССР Молдова[2].
- 27 августа 1991 — 1 июля 1992 — министр промышленности и энергетики Республики Молдова.
- 29 декабря 1992 — ? — начальник Торгово-экономического бюро Посольства Республики Молдова в Румынии[3].
- ? — 11 февраля 1997 — первый заместитель министра промышленности Республики Молдова[4].